# 3405-ös busz
A 3405-ös jelzésű regionális autóbuszvonal Füzesabony, Maklár, Eger és Felsőtárkány között húzódik, amelyet a MÁV Személyszállítási Zrt. üzemeltet.

## Története
A Maklár–Nagytálya–Andornaktálya–Eger–Felsőtárkány autóbuszokban változást Eger város helyi autóbuszhálózatának újjászervezése hozott. 2022. január 1-jével megalakult többek között a 3405-ös autóbuszvonal is, mely Egri helyijáratként igénybe vehető a Kistályai út – Sánc út szakaszon. A megyeszékhelyen belül a Tihaméri malom, a buszállomás, a Belváros, Felsőváros és Felnémet érintésével közlekedik. A 3435-ös buszvonal legtöbb járatát az új vonalvezetés átvette, így 3435-ös busz már csak Maklárig közlekedik, összességében elenyészőbb számban a helyijárati jelleggel közlekedő buszvonalhoz képest.

## Útvonala
Az autóbuszvonal Heves vármegye kettő települését, Maklárt és Felsőtárkányt köti össze keresztül a megyeszékhelyen, Egeren. A hetek utolsó munkanapjain és vasárnaponta meghosszabbított járatok közlekednek a füzesabonyi vasútállomásra, melyek csatlakoznak a budapesti vonatokhoz.
A vonalvezetés Makláron belül alsóbbrendű utcákban, Nagytályán és Andornaktályán az azokat behálózó közúton (2501) folytatódik. A járatok Eger területén az 5-ös és 5A-s helyijáratok megállói mindegyikében megállnak (kivéve a Tesco Áruházt). Nagylapos területén egy ideig a 25-ös főúton tartózkodnak, majd Felnémeten ágaznak el Felsőtárkányra. A község legvégső szegleteiben végállomásoznak.

## Közlekedése
Az autóbuszjáratok a hét minden napján közlekednek. Munkanaponta és szabadnaponta óránkénti ütemezettség köti össze Maklárt és Felsőtárkányt, melyet tovább sűrítenek a 3414-es és 3435-ös buszok.
| Viszonylat                                 | Indításszám     | Közlekedési rend                               |
| ------------------------------------------ | --------------- | ---------------------------------------------- |
| Füzesabony vá. – Felsőtárkány, csárda      | 3 pár           | a hetek utolsó munkanapjain                    |
| Füzesabony vá. – Felsőtárkány, csárda      | 3 pár           | munkaszüneti naponta                           |
| Maklár, Templom tér – Felsőtárkány, csárda | 16 pár          | munkanaponta, kiv. a hetek utolsó munkanapjait |
| Maklár, Templom tér – Felsőtárkány, csárda | 13 pár          | a hetek utolsó munkanapjain                    |
| Maklár, Templom tér – Felsőtárkány, csárda | 14 pár          | szabadnaponta                                  |
| Maklár, Templom tér – Felsőtárkány, csárda | 8 oda, 7 vissza | munkaszüneti naponta                           |

### Csatlakozások
- Füzesabony vasútállomáson – Budapest és Miskolc felé/felől vonatra/vonatról (Budapest–Sátoraljaújhely-vasútvonal)

### Járművek
Az autóbuszvonalon kis híján kizárólag csuklósbusz közlekedés van, melyek összese az MAN Lion’s City A23-as szériájából származik. Ezen kívül ritkán Credo EC 12, Classic Ikarusok és Volvo 7700-as járművek is megjelennek.

## Megállóhelyei
| 0                                                      | Füzesabony vasútállomás végállomás       | 0.0 km  | 1343, 1346, 1362, 1376, 1466, 1517 3423, 3424, 3426, 3430, 3431, 3432, 3433, 3434, 3436, 3450, 3500, 3511, 4014 expresszvonat, IC, InterRégió, IR87 , sebesvonat, személyvonat – Füzesabony (80, 87a, 108) |
| 1                                                      | Füzesabony vasútállomás, bejárati út     | 1.2 km  | 1343, 1346, 1466 3423, 3424, 3426, 3430, 3431, 3432, 3433, 3434, 3436, 3450, 3500, 3511, 4014 |
| 2                                                      | Maklár, Robert Bosch Kft. körforgalom    | 7.4 km  | 1346, 1466 3423, 3424, 3426, 3431, 4014 |
| 3                                                      | Maklár, régi vasútállomás                | 8.4 km  | 3423, 3424, 3426, 3431, 3436 |
| ∫                                                      | Maklár, Templom tér vonalközi végállomás | ∫       | 1343, 1346 3414, 3423, 3424, 3426, 3431, 3435, 3436, 4014 |
| 4                                                      | Maklár, József Attila út 1.              | 8.7 km  | 3414, 3435 |
| 5                                                      | Maklár, Rozmaring út 15.                 | 9.3 km  | 3414, 3435 |
| 6                                                      | Nagytálya, Petőfi út 42.                 | 10.0 km | 3414, 3435 |
| 7                                                      | Nagytálya, Petőfi út 2.                  | 10.6 km | 1343, 1346 3414, 3423, 3424, 3426, 3431, 3435, 3436, 4014 |
| 8                                                      | Nagytálya, Kölcsey Ferenc út 33.         | 11.2 km | 3414, 3423, 3424, 3426, 3431, 3435, 3436 |
| 9                                                      | Andornaktálya, szociális otthon          | 13.3 km | 1343, 1344, 1346, 1380, 1381, 1426, 1427, 1447, 1448, 1468 3414, 3423, 3424, 3426, 3431, 3435, 3436, 4014, 4015, 4018, 4021, 4157 |
| 10                                                     | Andornaktálya, Szent András kápolna      | 14.1 km | 1344, 1346 3414, 3423, 3424, 3426, 3431, 3435, 3436 |
| 11                                                     | Andornaktálya, községháza                | 14.7 km | 1344, 1381, 1426, 1427 3414, 3423, 3424, 3426, 3431, 3435, 3436, 4014, 4015, 4018, 4021, 4157 |
| 12                                                     | Andornaktálya, iskola                    | 15.7 km | 1343, 1344, 1346, 1380, 1381, 1426, 1427, 1447, 1448, 1468 3414, 3423, 3424, 3426, 3431, 3435, 3436, 4014, 4015, 4018, 4021, 4157 |
| 13                                                     | Andornaktálya, tórét                     | 16.4 km | 3414, 3423, 3424, 3426, 3431, 3435, 3436 |
| Helyi jegyek és bérletek érvényességi határa (kezdete) |                                          |         | |
| 14                                                     | Eger, Kistályai út                       | 16.9 km | 4, 5 1344, 1380, 1381, 1426, 1427, 1447, 1448, 1468 3414, 3423, 3424, 3426, 3431, 3435, 3436, 4014, 4015, 4018, 4021, 4157 |
| 15                                                     | Eger, Erzsébet-völgy                     | 17.7 km | 4, 5 1381, 1426, 1427 3424, 3426, 3431, 3435, 4014, 4015, 4018, 4021 |
| 16                                                     | Eger, Losonczy-völgy                     | 18.0 km | 4, 5 3431, 3435 |
| 17                                                     | Eger, SCHÖN KAEV Kft.                    | 18.3 km | 4, 5 3424, 3426, 3431, 3435 |
| 18                                                     | Eger, ZF Hungária Kft.                   | 18.9 km | 4, 5 1343, 1344, 1346, 1380, 1381, 1426, 1427, 1447, 1448, 1468 3424, 3426, 3431, 3435, 4014, 4015, 4018, 4021, 4022 |
| 19                                                     | Eger, Tihaméri malom                     | 19.2 km | 2, 2A, 3A, 4, 5, 5A, 6, 16, 914 3431, 3435 |
| 20                                                     | Eger, Homok utca                         | 19.7 km | 2, 2A, 3A, 4, 5, 5A, 6, 16, 914 1343 3406, 3419, 3420, 3431, 3435 |
| 21                                                     | Eger, Hadnagy utca                       | 20.3 km | 2, 2A, 3A, 4, 5, 5A, 6, 16, 914 1343, 1344, 1346, 1380, 1381, 1426, 1427, 1447, 1448, 1468 3406, 3419, 3420, 3424, 3426, 3431, 3435, 4014, 4015, 4018, 4021, 4022 |
| 22                                                     | Eger, Szarvas tér (↓) Eger, uszoda (↑)   | 21.0 km | 4, 5, 5A, 6, 16, 914 3406, 3407, 3415, 3416, 3417, 3418, 4012 |
| ∫                                                      | Eger, Egészségház utca (↑)               | ∫       | 4, 5, 5A, 6, 16, 914 3406, 3407 |
| 23                                                     | Eger, Egyetem                            | 21.7 km | 4, 5, 5A, 6, 16, 914 3406, 3407, 3415, 3416, 3417, 3418, 4012 |
| ∫                                                      | Eger, Bazilika (↑)                       | ∫       | 2, 2A, 4, 5, 5A, 6, 7, 7A, 11, 12, 14, 14E, 16, 17, 112, 914 3406, 3407, 3410, 4157 |
| 24                                                     | Eger, autóbusz-állomás                   | 22.3 km | 2, 2A, 4, 5, 5A, 6, 7, 7A, 11, 12, 14, 14E, 16, 17, 112, 914 1049, 1050, 1051, 1053, 1054, 1343, 1344, 1346, 1347, 1348, 1349, 1351, 1352, 1362, 1380, 1383, 1426, 1427, 1428, 1447, 1466, 1468, 1517 3400, 3402, 3403, 3406, 3407, 3408, 3409, 3410, 3411, 3412, 3414, 3415, 3416, 3417, 3418, 3419, 3420, 3423, 3424, 3426, 3430, 3431, 3432, 3433, 3434, 3435, 3440, 3441, 3442, 3443, 3444, 3445, 3446, 3448, 3450, 3455, 3456, 3457, 3458, 3462, 3469, 3470, 3471, 3472, 3473, 3474, 3476, 3479, 3480, 3481, 3482, 3483, 3484, 3488, 3604, 3660, 3667, 4012, 4014, 4015, 4157 |
| 25                                                     | Eger, Dobó Gimnázium                     | 22.8 km | 2, 2A, 5, 5A, 6, 7, 7A, 11, 12, 14, 14E, 16, 17, 112, 914 1344 3406, 3414, 4015 |
| 26                                                     | Eger, Tűzoltó tér                        | 23.3 km | 2, 2A, 5, 5A, 6, 7, 7A, 11, 12, 14, 14E, 16, 17, 112, 914 3406, 3414 |
| 27                                                     | Eger, Malom út                           | 23.8 km | 3A, 5, 5A, 6, 7, 7A, 12, 16, 17, 112, 914 3406, 3414 |
| 28                                                     | Eger, hőközpont                          | 24.3 km | 3A, 5, 5A, 6, 12, 13, 16, 112, 914 3406, 3414 |
| 29                                                     | Eger, Tiba utca                          | 24.7 km | 3A, 5, 5A, 6, 12, 13, 16, 112, 113, 914 3406 |
| 30                                                     | Eger, Felsőváros                         | 25.1 km | 3A, 5, 5A, 6, 12, 13, 16, 112, 113, 914 3406 |
| 31                                                     | Eger, Nagylapos                          | 25.5 km | 4, 11, 14, 14E, 16, 914 1053, 1054, 1383 3400, 3402, 3403, 3404, 3408, 3409, 3410, 3411, 3412, 3414, 3435, 3481, 4157 |
| 32                                                     | Eger (Felnémet), Egri út                 | 25.8 km | 4, 11, 14, 14E, 16, 914 3410, 3414, 4157 |
| 33                                                     | Eger (Felnémet), felsőtárkányi elágazás  | 26.5 km | 4, 11, 14, 14E, 16, 914 1053, 1383 3400, 3402, 3403, 3404, 3408, 3409, 3410, 3411, 3412, 3414, 3435, 3481, 4157 |
| 34                                                     | Eger (Felnémet), Tárkányi út             | 27.1 km | 4, 14, 14E, 16, 914 1383 3414, 3435 |
| 35                                                     | Eger (Felnémet), Sánc út                 | 27.5 km | 4, 14, 14E, 16, 914 1383 3414, 3435 |
| Helyi jegyek és bérletek érvényességi határa (vége)    |                                          |         | |
| 36                                                     | Eger, vállalkozói park                   | 28.2 km | 1383 3414, 3435 |
| 37                                                     | Felsőtárkány, Fő út 8.                   | 30.5 km | 1383 3414, 3435 |
| 38                                                     | Felsőtárkány, Mészégető                  | 31.0 km | 1053, 1383 3414, 3435 |
| 39                                                     | Felsőtárkány, autóbusz-váróterem         | 32.1 km | 1053, 1383 3414, 3435 |
| 40                                                     | Felsőtárkány, Fő út 324.                 | 33.1 km | 1383 3414, 3435 |
| 41                                                     | Felsőtárkány, fűtőház                    | 33.6 km | 1053, 1383 3414, 3435 |
| 42                                                     | Felsőtárkány, csárda végállomás          | 34.1 km | 1053, 1383 3435 |